# Trichosteleum isocladum
Trichosteleum isocladum là một loài rêu trong họ Sematophyllaceae. Loài này được (Bosch & Sande Lac.) A. Jaeger mô tả khoa học đầu tiên năm 1878.